# Кентървилският призрак
„Кентървилският призрак“ е едно от най-известните произведения на писателя-класик от късновикторианската епоха Оскар Уайлд.
 Внимание:  Текстът по-долу разкрива сюжета на произведението (или части от него)!
Американското семейство Отис купуват ловното имение Кентървил в Англия, въпреки изричните предупреждения на собственика, че вътре витае 300 годишен призрак. След нанасянето си, призракът на сър Саймън, който все още витае, плаши хората и не намира покой, защото е убил съпругата си, се опитва да ги изплаши, както е правил с всички до момента. Трака с веригите си през нощта в коридора, постоянно рисува кърваво петно, което семейството чисти ежедневно. Но цялото семейство сякаш постоянно го оскърбяват и се държат, сякаш изобщо не е страшен, заливат го с вода, спъват го с опънати въжета, подиграват му се; вследствие на това, духът е тотално сломен физически и психически. Опитва всякакви номера, които мисли, че са страшни, но винаги удря на камък и реално той попада под „ударите“ на новото семейство. Накрая на повестта Вирджиния, добродушната дъщеря на семейство Отис, установява контакт с него и разбира, че за да премине в отвъдното, тя трябва да му помогне и да се моли за душата му. Така и става и тя отива при него, като отсъствието ѝ предизвиква огромна тревога у семейството, търсят я навсякъде без успех. След това тя се появява, разказва на всички историята на сър Саймън и погребват останките му в местното гробище. Като награда за добрината си, Вирджиния получава от него сандък с безценни, средновековни бижута и сключва брак с годеника си, на когото отказва да разкрие точно какво е правила, когато е била изчезнала.